# Хундурла (нижний приток Кубни)
Хунду́рла, Хинду́рла, Ма́лая Хунду́рла (чув. Хăнтарлă, тат. Кондырлы) — река в России, протекает по Комсомольскому району Чувашии. Правый приток Кубни.

## География
Река Хундурла берёт начало у деревни Новые Высли. Течёт на север по открытой местности. Устье реки находится на западной окраине села Комсомольское в 127 км от устья Кубни. Длина реки составляет 13,1 км (по другим данным — 14 км). Площадь водосборного бассейна — 70,4 км². Имеет 5 притоков. Коэффициент густоты речной сети 0,3 км/км².

## Населённые пункты, расположенные в бассейне реки
Новые Высли, Альбусь-Сюрбеево, Полевые Яуши, Комсомольское.

## Хозяйственное использование и экология
Воды реки используются для орошения сельхозугодий, полива огородов и водопоя скота, в противопожарных и рекреационных целях (часть реки и её притоков юго-западнее, южнее Полевых Яуш, северо-восточнее Новых Выслей, в окрестностях Альбусь-Сюрбеева перегорожена плотинами).

В 2016 году воды Хундурлы в нижнем течении были загрязнены канализационными стоками села Комсомольское.

## Данные водного реестра
По данным государственного водного реестра России относится к Верхневолжскому бассейновому округу, водохозяйственный участок реки — Свияга от села Альшеево и до устья, речной подбассейн реки — Волга от впадения Оки до Куйбышевского водохранилища (без бассейна Суры). Речной бассейн реки — (Верхняя) Волга до Куйбышевского водохранилища (без бассейна Оки).
Код объекта в государственном водном реестре — 08010400612112100002959.